# Villanovafranca
Villanovafranca ist eine italienische Gemeinde (comune) mit 1163 Einwohnern (Stand 31. Dezember 2023) in der Provinz Medio Campidano auf Sardinien. Die Gemeinde liegt etwa 30,5 Kilometer nordöstlich von Villacidro und etwa zwölf Kilometer nordöstlich von Sanluri.

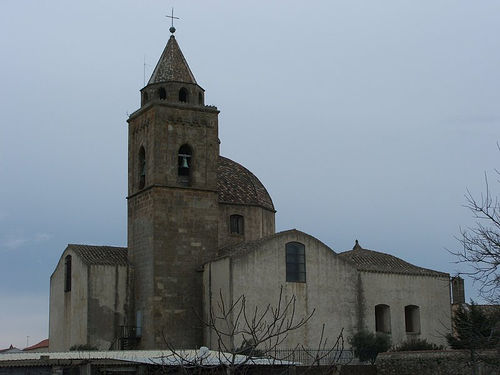
Kirche des Heiligen Laurentius

## Geschichte
In der Gemeinde ist die Nuraghe Su Mulinu ein Übergangstyp zwischen Proto- und Tholosnuraghe erhalten.

## Verkehr
Durch die Gemeinde führt die Strada Statale 197 di San Gavino e del Flumini von Guspini nach Nurallao.